# Орден Милоша Великог
Орден Милоша Великог је орден који је додељивала Краљевина Србија.

## Историја
Орден је 17. децембра 1898. године установио краљ Александар I Обреновић на спомен 40 година од Светоандрејске скупштине, а у част кнеза Милоша Обреновића, вође Другог српског устанка. Њим су награђивана лица са нарочитим заслугама за династију Обреновић. Орден је укинуо краљ Петар I Карађорђевић 1903. године.
Данас је овај орден веома редак и представља једно од историјски највреднијих српских одликовања. У лето 2017. године се појавио један примерак овог ордена на аукцији у Канади.

## Степени
Први ред је лента са звездом, Други ред је орден о врату са звездом, Трећи ред је орден о врату, Четврти ред је орден на прсима.
| Орден Милоша Великог  | Орден Милоша Великог    | Орден Милоша Великог | Орден Милоша Великог | Орден Милоша Великог |
| Велики крст 1. степен | Велики официр 2. степен | Командир 3. степен   | Официр 4. степен     |                      |
| --------------------- | ----------------------- | -------------------- | -------------------- | -------------------- |
|                       |                         |                      |                      |                      |
|                       |                         |                      |                      |                      |

- Повеља ордена Милоша Великог, додељена артиљер. пуковнику, команданту тимочке дивиз. области, Никодију Стефановићу, 11. септембра 1900. године у Београду; Збирка Војног музеја у Боеграду;[4][5] Приказ ордена на левој страни повеље у богатој декорацији и камелаукион на орденском знаку.[5]
- Камелаукион на повељи ордена Милоша Великог. Преко овог симбола се позивало на традицију и легитимитет средњег века.[6]
- Орден Милоша Великог на грудима краља Милана Обреновића, портрет сликара Ђорђа Крстића, сачињен за споменик краљу у Спомен-цркви Свете Петке у Ћурлини крај Ниша.[7][8][9]

## Одликовани
- Никола М. Лукић одликован 6. јула (24. јуна) 1899. IV степеном због поступања током Ивањданског атентата.[10]